# Ромео, Розарио
Розарио Ромео (англ.  Rosario Romeo) (11 октября 1924 года, Джарре, Сицилия — 16 марта 1987 года, Рим) — историк итальянского Рисорджименто и итальянской современной истории. Политический деятель Итальянской республики. Член Европейского парламента (1984—1987). Автор биографии Камилло Кавура в 3-х томах.

## Биография

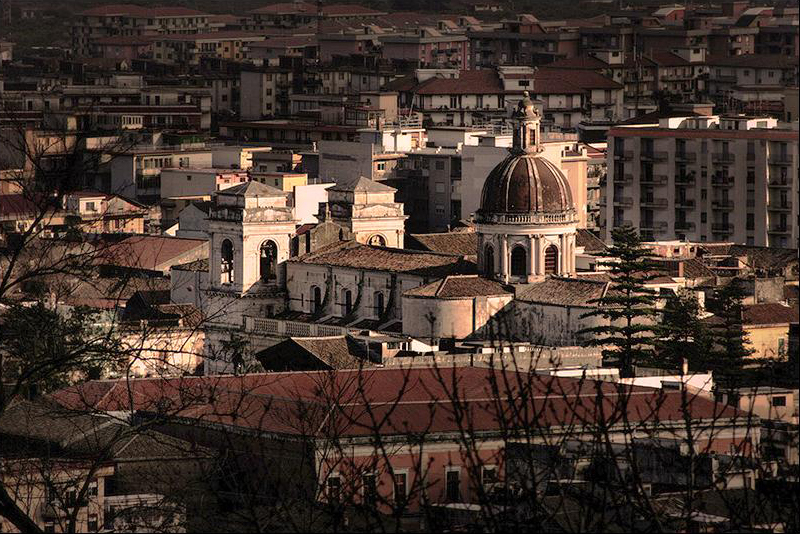
Джирре на Сицилии.

Родился 11 октября 1924 года в Джарре, маленьком городке на восточном побережье Сицилии. Его страсть к истории зародилась в 14 лет — после того, как он прочитал «Медиоево» («Средние века») Джоаккино Вольпе.
В 1947 году окончил Университет Катании, университетскую диссертацию защитил по Рисорджименто на Сицилии. Его профессорами в университете были историк-политик Джоаккино Вольпе и историк Нино Валери.
В 1947 году он выиграл стипендию, присужденную недавно созданным Итальянским историческим институтом в Неаполе (Istituto italiano per gli studi storici) и, таким образом, получил возможность превратить свою университетскую диссертацию в свою первую книгу. После этого президент института Федерико Шабо пригласил Розарио к сотрудничеству над Итальянским национальным биографическим словарём.
Затем в 1953—1956 годы Ромео работал в Неаполе секретарем Исторического института.

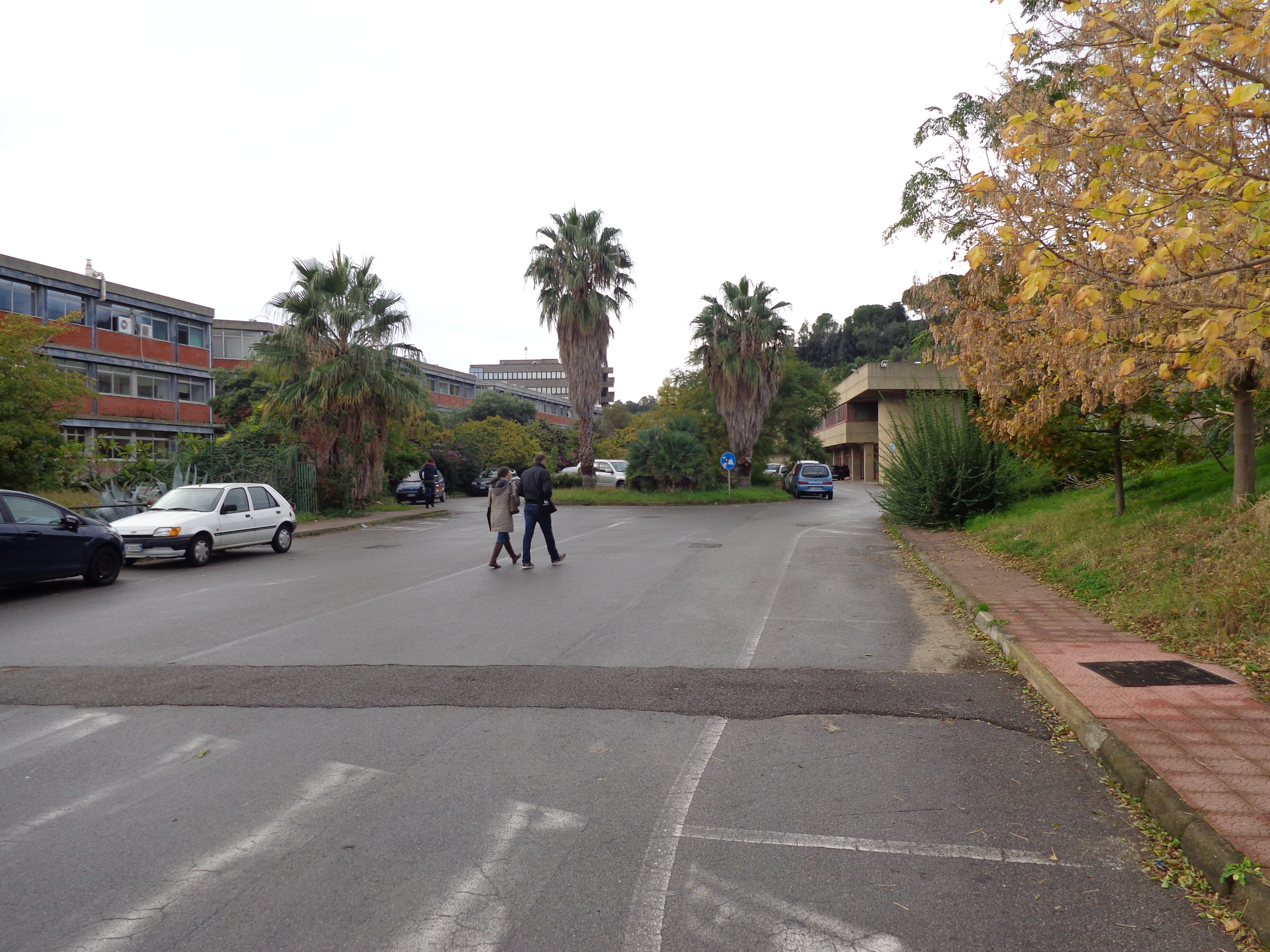
Мессинский университет

В 1956 году он стал профессором истории Мессинского университета, сразу же был избран деканом исторического факультета.
В 1962 году Розарио Ромеро занял должность профессора современной истории в Римском университете, работал сначала на педагогическом факультете, позже перешёл на гуманитарный факультет.
В 1977 году он стал профессором Института Европейского университета во Флоренции.
В ноябре 1978 года Ромео был назначен ректором / проректором Свободного международного университета социальных исследований «Гвидо Карли» (LUISS): он оставался в LUISS до 1984 года.
Розарио Ромеро часто рассматривали как консервативно-либерального историка и молодого профессора, опровергающего марксистское прочтение Рисорджименто Антонио Грамши, а в последнее время его совершенно не впечатлила версия тех же событий Мака Смита. В порой лихорадочном политическом контексте итальянской историографии ничего из этого было недостаточно, чтобы помешать независимому академическому журналисту Панфило Джентиле (несколько неправдоподобно) описать книгу историка Ромео 1950 года о Рисорджименто на Сицилии как марксистскую работу.
В 1986 году Розарио Ромео был избран членом-корреспондентом Академии деи Линчеи (Accademia dei Lincei).
В 1984 году Розарио Ромео был избран в Европейский парламент от Итальянской либеральной партии. В парламенте он был избран вице-президентом парламентской группы либералов и демократов и парламентской группы либералов и демократов-реформистов. В 1984—1987 годы он был членом парламентского комитета по региональной политике и региональному планированию (как член Итальянской республиканской партии), а с января по март 1987 года- членом парламентского комитета по институциональным вопросам.
Его самая известная работа — это обширная и содержательная биография Кавура в 3-х томах.
Розарио Ромео скончался 16 марта 1987 года в Риме.

## Сочинения
- Vita di Cavour. — Editori Laterza, 1984. — ISBN 978-8-842-07491-5.
- Risorgimento e capitalismo. — Bari, Laterza, 1998.